# Jan Schönherr
Jan Schönherr (* 1979 in Weingarten) ist ein deutscher literarischer Übersetzer.

## Leben
Nach dem Studium der Philosophie, Soziologie, Politikwissenschaft und Germanistik an der LMU München und einem Auslandsjahr an der Université de Poitiers absolvierte Jan Schönherr das Aufbaustudium „Literarisches Übersetzen aus dem Englischen“ an der LMU München. Er arbeitete einige Jahre als wissenschaftlicher Mitarbeiter am Lehrstuhl für Philosophie und Ökonomik der LMU und ist seit 2009 als literarischer Übersetzer aus dem Englischen, Französischen, Italienischen und Rumänischen tätig. 
Jan Schönherr lebt und arbeitet in München. Er ist Mitglied im Verband deutschsprachiger Übersetzer literarischer und wissenschaftlicher Werke, VdÜ, wo er unter anderem als Mitorganisator der Jahrestagung in Wolfenbüttel fungiert, und Zweiter Vorsitzender des Münchner Übersetzer-Forums.

## Übersetzungen (Auswahl)
- Woody Allen: Ganz Nebenbei, Rowohlt 2020 (mehrere Übersetzer)
- Charles Bukowski: Katzen, Köln 2018
- Charles Bukowski: Liebe, Köln 2019
- NoViolet Bulawayo: Glory, Berlin 2023
- Roald Dahl: Love from Boy, Reinbek 2018
- David Duchovny: Ein Papagei in Brooklyn, München 2017
- Jonathan Safran Foer: Wir sind das Klima, Köln 2019 (übersetzt mit Stefanie Jacobs)
- Billy Idol: Dancing With Myself: Die Autobiographie, München 2014 (übersetzt mit Harriet Fricke)
- Jack Kerouac: Engel der Trübsal, Hamburg 2022
- Richard Lange: Angel Baby, München 2015
- A.G. Lombardo: Graffiti Palast, München 2019
- Isabelle Mayault: Eine lange mexikanische Nacht, Rowohlt 2020
- Ian McGuire: Der Abstinent, dtv 2021
- Derek B. Miller: Sigrid Ødegårds Reise nach Amerika, Reinbek 2018
- Jax Miller: Freedom's Child, Reinbek 2015
- Scholastique Mukasonga: Kibogos Himmelfahrt, Berlin 2024
- Michelle Obama: Becoming: Meine Geschichte, München 2018 (mehrere Übersetzer)
- Jacques Poulin: Volkswagen Blues, München 2020
- Nicholas Searle: Das alte Böse, Reinbek 2017
- Nicholas Searle: Verrat, Reinbek 2018
- Nicholas Searle: Der Sprengsatz, Hamburg 2019
- Mark Haskell Smith: Naked at Lunch, München 2016
- Tom Perrotta: Die Verlassenen, München 2014
- Francis Spufford: Neu-York, Reinbek 2017
- Francis Spufford: Ewiges Licht, Hamburg 2022
- Stephan Talty: Black Hand: Jagd auf die erste Mafia New Yorks, Berlin 2018
- Michael Wolff: Feuer und Zorn, Reinbek 2018 (mehrere Übersetzer)

## Auszeichnungen
Für seine Arbeit wurde er mehrfach ausgezeichnet, unter anderem mit dem:
- 2016: Bayerischen Kunstförderpreis 2016[1]
- 2019: Förderpreis der Kunststiftung NRW 2019[2] (für seine Übersetzung des Romans Neu-York von Francis Spufford).
- 2022: Arbeitsstipendium des Freistaats Bayern für literarische Übersetzerinnen und Übersetzer